# Kopyliw
Kopyliw (ukr. Копилів) – wieś na Ukrainie, w obwodzie kijowskim, w rejonie buczańskim. W 2022 liczyła 888 mieszkańców.